# Maria Wutz
Maria Wutz, geb. Ernst (* 19. März 1898 in Starnberg; † 4. Juni 1983 in Miesbach), war eine deutsche Sängerin.

## Leben
Maria Wutz wurde als drittes von fünf Kindern der Starnberger Fischerfamilie Ernst geboren. Nach ihrer Gesangsausbildung in München debütierte sie 1930 am Stadttheater Aachen als Agathe im Freischütz und blieb bis 1932 an diesem Haus tätig. Anschließend war sie bis 1934 am Landestheater Dessau engagiert, dann von 1935 bis 1942 als erste lyrische Sopranistin an der Berliner Volksoper, wo sie größere Erfolge feiern konnte. In den ersten Nachkriegsjahren versuchte sie sich weitgehend erfolglos als Privatlehrerin für „Gesang und Dramatik“ zu etablieren. Ein Comeback-Versuch 1950 als Opernsängerin bei den Bühnen der Stadt Essen scheiterte aus nicht näher bekannten Gründen ebenfalls.
Maria Wutz und ihr Ehemann, der Kaufmann Max Wutz, gehörten zu den Nationalsozialisten der allerersten Stunde; sie standen ihr, auch wenn das genaue Eintrittsdatum umstritten ist, schon vor der Umbenennung von Deutsche Arbeiterpartei in NSDAP im Jahr 1920 nahe. So beteiligte sich die „Parteigenossin Frau Marie Wutz“ beispielsweise an der Gestaltung der NSDAP-Weihnachtsfeier 1921 im Saal des Hofbräuhauses. In den Folgejahren versuchte sie ihre Karriere mit Hilfe von Parteikreisen voranzubringen, hatte damit aber wenig Erfolg. Nach ihrem Tod vererbte sie ihr erhebliches Vermögen der CSU-nahen Hanns-Seidel-Stiftung, was angesichts der politischen Vergangenheit des Ehepaars und der unklaren Herkunft des Vermögens öffentliche Kritik hervorrief. Ein daraufhin in Auftrag gegebenes detailliertes Gutachten kam allerdings zum Schluss, dass es vor allem auf Erbschaften und anderen Unternehmungen, nicht aber auf Arisierungsgewinnen oder anderen direkten Vorteilsnahmen ihrer Stellung im Nationalsozialismus beruhte.